# Michael Meisner
Pour les articles homonymes, voir Meisner.
Michael Meisner (né le 5 novembre 1904 à Wurtzbourg, mort le 20 septembre 1990 dans la même ville) est un homme politique allemand, brièvement maire de Wurtzbourg en 1946.

## Biographie
Il étudie le droit à l'université de Wurtzbourg. En 1923, il est reçu au sein du Corps Moenania Würzburg (de). Il passe ensuite à l'université de Greifswald et devient actif au sein du Corps Guestfalia Greifswald en 1924. Après ses études et son stage, il s'installe à Wurtzbourg en tant qu'avocat. 
Le 25 juillet 1945, il est nommé par le gouvernement militaire administrateur (de) de l'arrondissement de Wurtzbourg. En 1946, il s'engage dans la liste Wahlgemeinschaft Wiederaufbau Würzburg. En tant que successeur de Gustav Pinkenburg nommé par le gouvernement militaire américain, il devient le premier maire élu après la guerre en juin 1946. Cependant, Meisner démissionne de ses fonctions de maire le 29 juillet, ce qui, selon Rolf-Ulrich Kunze (de), est dû à une relation tendue entre Meisner et le gouvernement militaire et à son rejet par le CSU, et moins à sa double fonction de président du Landrat et de maire. Il reste membre du conseil municipal. Ses principales activités en tant que simple citoyen comprennent son engagement auprès de Kulturverband Mainfranken, dont il est le président.
En  1949, Meisner prend le relais en tant que propriétaire de la licence et éditeur du Main-Post (de). Plus tard, il amène Karl Richter au sein de la maison d'édition. Les deux ensemble forment la direction de la maison d'édition pendant deux décennies. Dans l'Allemagne de l'après-guerre, il s'engage, comme Georg Meyer-Erlach (de), Karl Eyerich (de) et Karsten Rotte (de), pour la reconstitution du Corps Lusatia Breslau (de). Avec eux, il reçoit le ruban en 1951.